# 5 (số)
5 (năm) là một số tự nhiên ngay sau 4 và ngay trước 6.
- Số 5 mũ n (n là số tự nhiên khác 0) lần đều được một số có chữ số tận cùng là năm.
- Tích của 5 với số chẵn là một số chia hết cho mười.
- Tích của 5 với số lẻ là một số có tận cùng là năm.
- Số 5 là độ dài của cạnh huyền của tam giác Ai Cập.
- Số 5 là số nguyên tố.
- Bình phương của 5 là 25.
- Căn bậc hai của 5 là 2,23606797749
- Số 5 là số Fermat

## Trong hóa học
- 5 là số hiệu nguyên tử của nguyên tố Bo (B).

## Trong văn hóa
- Ngũ Hành gồm năm nguyên tố (Kim, Mộc, Thủy, Hỏa và Thổ)
- Trong huyền thoại Trung Quốc có năm vị vua được gọi là Ngũ Đế
- Thời Xuân Thu ở Trung Quốc có năm vị quân chủ được gọi là Xuân Thu Ngũ Bá